# Neomochtherus siculus
Neomochtherus siculus là một loài ruồi trong họ Asilidae. Neomochtherus siculus được Macquart miêu tả năm 1834. Loài này phân bố ở vùng Cổ Bắc giới.